# MKウルトラ計画

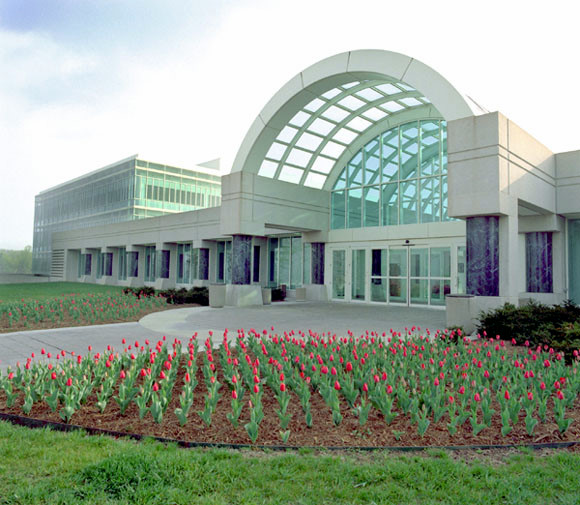
CIA本部（バージニア州マクレーン）

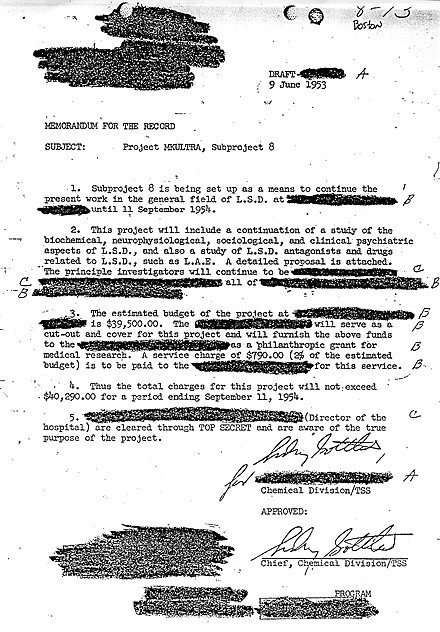
シドニー・ゴッドリーブ博士が書いた1953年6月9日付の書簡

MKウルトラ計画（MK-ULTRA、MKウルトラ作戦とも）とは、中央情報局 (CIA) 科学技術本部がタビストック人間関係研究所と極秘裏に実施していた洗脳実験のコードネーム。
米加両国の国民を被験者として、1950年代初頭から少なくとも1960年代末まで行われていたとされる。
1973年に時のCIA長官リチャード・ヘルムズが関連文書の破棄を命じたものの、辛うじて残されていた数枚の文書が1975年、アメリカ連邦議会において初公開された。

## 概要
MKウルトラの前身は、統合諜報対象局（Joint Intelligence Objectives Agency、1945年設立）によるペーパークリップ作戦である。この作戦は、かつてナチ政権に関与した科学者を募集する目的で展開され、拷問やマインドコントロールを研究していた研究者もいれば、ニュルンベルク裁判にて戦犯とされた者も存在した。
アメリカ合衆国連邦政府が極秘裏に行った計画の中には、チャーター計画（1947年実施）やブルーバード計画（1950年実施、翌年アーティチョーク計画と改名）をはじめ、ペーパークリップ作戦から生まれた内容も多かった。
こうした中、朝鮮戦争での中華人民共和国によるアメリカ軍捕虜の洗脳が注目されていた1953年4月13日、アレン・ダレスの命を受け、シドニー・ゴッドリーブを先頭にMKウルトラ計画が始まった。実験はしばしば被験者の同意無く行われ、実験に関わった研究者でさえ「計画の最終目的を知らされてないこともあった」という。
冷戦下の1964年には「MKサーチ」と改名され、自白剤を用いてソ連のスパイ容疑者を尋問する、アメリカ海軍では超音波を利用して記憶を消去する実験を行うなど、54のサブ計画が存在した。しかし前述の通り、1973年にヘルムズ長官が計画の記録の大半を破棄したため、実験の全貌を解明することは、現在においても困難である。

## 実験
CIAの文書によると、「マインドコントロールの効果を立証するための実験」と称し、化学的かつ生物的な手段を用いたことに留まらず、放射性物質にも着手したことが明らかとなっている。

### 薬物
自白を目的として、LSDや他の薬物を、CIA職員や軍人、医師、妊婦、精神病患者らに投与する実験が行われており、薬物は常に被験者からの事前の同意なしに投与されていた。そうした行為は、第二次世界大戦後にアメリカが調印したニュルンベルク綱領に違反している。
被験者の「募集」も非合法の手段がしばしば用いられたうえ、「被験者の合意（認識）なく、薬物の投与を受ける」という事実を隠蔽して行われた（ただし、実験への参加は任意であった）。大がかりな実験を行うことが多く、77日間連続でLSDを投与したこともある。
LSDを投与して自白を引き出す理論が確立されたころ、敵側の人間に使用する事前予行として、売春婦を用いてギャングのリーダーを誘き寄せ、飲み物にLSDを混入させる実験までも行われた。その実験で隣室の売春婦と会話する内容を盗聴したところ、「自分や自身の組織が犯した殺人や詐欺など、重大な犯罪について話をした」という。しかし、LSD服用による効果は個人差が激しく、必ずしも自白という行動をするとは限らない。「あまりに予想だにしない結果を生む」ということで、LSDを使った実験は打ち切りとなった。

### カナダでの実験
カナダでも、CIAの支援を受けたスコットランド人心理学者ドナルド・ユーウェン・キャメロンを中心に、1957年から1964年まで、マギル大学アラン記念研究所にて実験が行われた。LSDを含む各種薬物や、通常の30倍から40倍の強さの電気ショック療法を用いて被験者を昏睡状態にし、目隠しと手袋を装着させて患者の感覚をできるだけ制限した上で、睡眠学習の要領で嫌がることを強制的に何十万回と繰り返し聞かせるなどのサイキック・ドライビングなる手法を用いていた。
被験者は当初、統合失調症など重篤な障害を抱えていた者や、不安障害、出産後うつにおいて精神上の問題を抱えていた者に限定されていたが、次第にちょっとした神経痛などで受診してきた患者などにも手を広げたため、多くの者が実験によって終生障害に苦しむこととなったほか、失禁や記憶喪失、子供の様な振舞いや些細なことで暴力を振るうようになるなど、性格や人格そのものが変わってしまい、患者の家族をも苦しめるという事態も引き起こした。患者やその家族らは補償を求めてアメリカ政府やCIAを相手取った訴訟を起こしたものの、裁判を長引かせる戦法をとった政府側の思惑により、患者家族らは和解に応じざるを得ず、裁判費用などを差し引くと非常に少ない額の和解金を受け取ったのみであった。なお、キャメロンが米加両国の精神医学会の会長のみならず世界精神医学会の初代議長として世界に名が知られたのもこの時期である。
キャメロンによるこれらの手法は、患者の治療はおろかマインドコントロールや洗脳などにおいて何らの成果もあげておらず、ただ単に患者に対して不可逆的な障害を与えただけのものであったが、拷問の手法としての有用性が見いだされたため、イラク戦争時にテロリストらを対象とした拷問として、グアンタナモ湾収容キャンプでサイキック・ドライビングに似た手法が採用された。

## 関連作品

### 映画
『ジェイコブス・ラダー』（1990年、アメリカ）
ベトナム戦争からの帰還兵で重度のPTSDに悩む主人公と、同じ問題を抱えた戦友の身に起こる奇妙な出来事の数々。現実と幻覚の混同が徐々にエスカレートし、苦悩の日々に葛藤する主人公が最後に辿り着く真実が主題。米国陸軍が開発した化学兵器＝BZ（3-キヌクリジニルベンジラート、別名Agent15、またはゾンビ・ガス）がもたらす幻覚症状および精神撹乱効果の人体実験を、戦地の自国兵士対象に秘密裏に行なっていた事実に基づくと主張する本作の設定内容は、MKウルトラ計画の史実に酷似している。
『陰謀のセオリー』（1997年、アメリカ）
主人公であるジェリーは、タクシー運転手ではあるが、その正体はMKウルトラ計画の被検体であったという設定。記憶を消去されたジェリーは、MKウルトラ計画の後遺症と暗示のため、陰謀論に異常なほど執着し、ヒロインをストーキングする社会不適合者となってしまっている。物語が進むにつれ、ヒロインへの付き纏いは彼女を護衛するよう指示されていたためであったという事が明かされる。
『実験室KR-13』（2009年、アメリカ）
21世紀に入っても極秘裏にMKウルトラ計画の研究を続けている架空の組織が、治験アルバイトとして募集した一般人を対象に人体実験を行うというストーリー。史実のMKウルトラ計画の内容について言及するシーンがあり、カウンターテロリズムとの関連性が示唆されている。ただし作中行われる実験の内容は史実とは大きく異なっており、ある条件を満たす適合者の選抜を目的としている。
『RED/レッド』（2010年、アメリカ、原作はグラフィック・ノベル）
副主人公の1人であるマーヴィンは、「政府機関の極秘プログラム」の過酷な実験に耐え抜いた数少ない人物の1人という設定。その結果、超人的に研ぎ澄まされた感覚と記憶力を得たが、代償として人格が破綻し、いかなる些細なリスクも排除しようとする危険人物になってしまった。娯楽性を重視した作品であるためコミカルに誇張されているが、劇中の台詞やDVDの映像特典などでMKウルトラ計画をモチーフにしていることが判る。
『エージェント・ウルトラ』（2015年、アメリカ）
主人公のマイクは冴えないコンビニ店員だが、実はMKウルトラ計画の被検体であり、過剰な無能さは、計画破棄に伴って人格を書き換えられたためだという設定。さらにマイクはCIAの汚点として粛清対象となり、かつての計画担当官によって覚醒させられた事で、CIAの派閥抗争に巻き込まれてしまう。『RED』同様にコミカルな娯楽作品だが、被験者たちの精神が破綻した事や、マイク自身も後遺症のため日常生活が困難となってしまったなど、MKウルトラ計画は非人道的なものとして描かれている。

### ドラマ
『ストレンジャー・シングス』（Netflix、アメリカ）
本作の重要要素としてMKウルトラ計画が登場している。本作に登場するテリー・アイブスという女性は、自身の妊娠に気づかずMKウルトラ計画に被検者としてLSD等の薬を投与され、その後出産する。そのテリーの娘こそが超能力を操る本作のヒロイン、エルことイレブンである。

### アニメ
『LUPIN the Third -峰不二子という女-』
作中に出てくるグラウコス製薬が人体実験の隠れ蓑で、MKウルトラ作戦の実験や様々な自白剤開発の裏にこの会社が繋がっていた。

### ゲーム
『真・女神転生 STRANGE JOURNEY』（アトラス）
MKウルトラ計画をモチーフにしたアイテム「MK型治療器」が登場する。
『コール オブ デューティ ブラックオプス コールドウォー』
キャンペーンにてベルの記憶の改竄に関わっている。
『ブルーアーカイブ -Blue Archive-』
京極サツキがMKウルトラ計画をオマージュした「NKウルトラ計画」を計画している。

### 小説
『競売ナンバー49の叫び』
作中の精神科医が、自身の患者である主人公を含めた主婦たちに、ＬＳＤを処方しようとする。その後、精神科医自身もＬＳＤの乱用により発狂し、立てこもり事件を起こす。